# Fem sange opus 46
Fem sange opus 46 is een verzameling liederen gecomponeerd door Agathe Backer-Grøndahl. Het zijn vijf toonzettingen van Vilhelm Krag, John Paulsen en Hans Reynolds. De liederen zijn geschreven voor sopraan of mezzosopraan. De bundel werd op 19 november 1898 uitgegeven door Warmuth Musikforlag (nrs. 2306-2310).
De vijf liederen:
- Høststemming (tekst John Paulsen) in grave in C majeur in 4/4-maatsoort
- Mor, min lille mor (tekst Krag) in allegretto grazioso in D majeur in 3/4-maatsoort
- Den står en sorg (tekst Krag) in lento espressivo in gis mineur in 4/4-maatsoort
- Drøm (tekst Reynolds) in allegro con molto anima in Es majeur in 6/7-maatsoort
- Serenade (tekst Krag) in allegro molto e leggiero in D majeur in 3/4-maatsoort

Høststemning en Mor, min Lille mor werden door de componiste zelf uitgevoerd met als zangeres Eva Nansen tijdens haar comebackconcert op 10 november 1898. Ze trad toen voor het eerst sinds vier jaar weer op. Later namen Dagmar Möller en Olivia Dahl het stokje van Eva Nansen over tijdens uitvoering in 1898 en 1899 en dan met name voor Mor, min lille mor. 